# Osztrák Császári Lipót-rend
A Lipót-rend polgári és katonai kitüntetés volt, amelyet I. Ferenc osztrák császár és magyar király alapított 1808-ban édesapja, II. Lipót tiszteletére. A rendnek hagyományosan három osztályát különítették el: lovagkeresztre (Ritterkreuz), középkeresztre (Kommandeurkreuz) és nagykeresztre (Großkreuz).
Háború esetén ún. haddíszítményes osztályokat adományoztak, ami a háborúban tanúsított vitézséget volt szimbolizálni.
1901. február 1-jén egy birodalmi határozattal a rend legfelső tagozata, a nagykereszt alá, ám a hadikereszt fölé, egy új szintet, az első osztályú Lipót-rendet helyezték.
Az első világháború során számos osztrák-magyar illetve német nemzetiségű katona kapta meg az elismerést.
Utolsó kitüntetettje Ernst Emanuel von Silva-Tarouca volt, aki 1918. november 11-én, órákkal IV. Károly lemondása előtt kapta meg. Az Osztrák–Magyar Monarchia széthullása után többé nem került adományozásra.

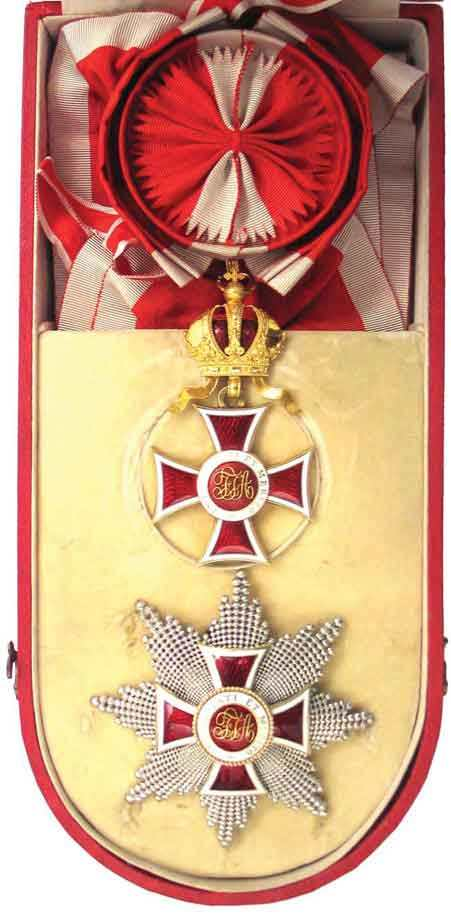
Osztrák Császári Lipót-rend nagykeresztje díszdobozban

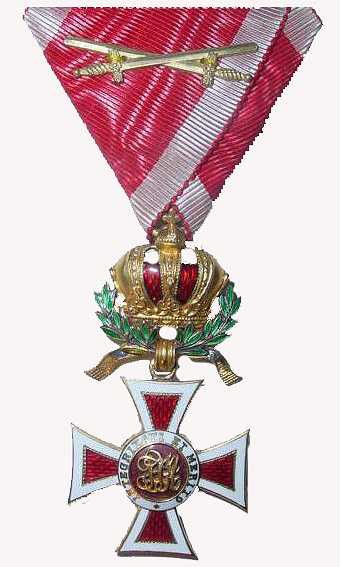
Osztrák Császári Lipót Rend lovagkereszje hadidíszítménnyel

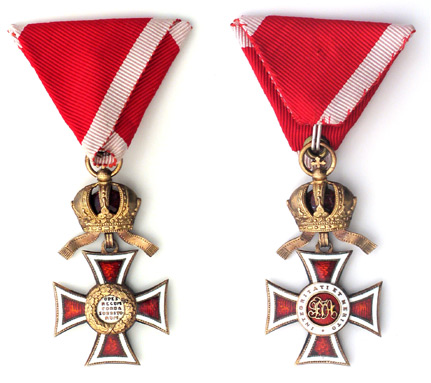
Osztrák Császári Lipót-rend lovagkeresztje elő és hátulnézete

## Kitüntetettek
- Balassa János (1814–1868) magyar sebész, egyetemi tanár, az MTA tiszteleti tagja[1]
- Takács Lajos (1814 Meszlen - 1891.07.12. Ostffyasszonyfa) 1875. május 18-tól Vas vármegye főispánja, később országgyűlési képviselő, ostffyasszonyfai földbirtokos
- Báró Simonyi József, magyar huszárezredes
- nemes Bauer Iván (1827-1902), m. kir. állami számvevőszéki tanácsos a Lipót-rend lovagkeresztjét kapta 1894. november 16-án
- Dőry József, báró (1836-Nagyvárad, 1892-Nagyvárad), Bihar vármegye főispánja (1871-1892). 1883-ban a Lipótrend lovag keresztjével tüntettetett ki.
- Nemeskéri Kiss Gábor (1844-1929), királyi curiai bíró[2]
- Kossányi Ödön tábornok, Budapest egykori főparancsnoka
- Nogáll János (Győr, 1820 – Nagyvárad, 1899) bölcseleti és teológiai doktor, katolikus püspök, tankönyvíró, a nagyváradi Szent Vince Intézet alapítója.
- Rudnai és divékújfalusi Rudnay Béla (1857–1932) a budapesti magyar királyi államrendőrség rendőrfőkapitány, Hont, Komárom Nógrád vármegyék szabad királyi városok volt főispánja, országgyűlési képviselő
- Dr.Békássy István (1863-1932) vas megye főispánja
- Takách-Tolvay József altábornagy (1876–1945)
- Wlassics Gyula (1852–1937) jogász, közjogi író, miniszter, az MTA tagja. (1903-ban nyerte el a rend nagykeresztjét).
- Schnell Ágoston pozsonyi fővámhivatali főszámvevő (1892 Október 28.) Koronás Arany Érdemkereszt
- Magerl Károly (1871-1941) a komáromi 12. gyalogezred alezredes parancsnoka az első világháborúban (1915)
- Diendorfer (Dombay) Miksa Ágoston vezérőrnagy (1874-1952), a Cs. és Kir. 46. gyalogezred 3. zászlóaljának parancsnoka

## Viselése
|              |              |             |
| Szalagsávok  |              |             |
| Lovagkereszt | Középkereszt | Nagykereszt |